# مطار فورت واين الدولي
 مطار فورت واين الدولي(بالإنجليزية: Fort Wayne International Airport)(إياتا: FWA، إيكاو: KFWA، معرف الموقع إف إيه إيه: FWA) هو مطار دولي يقع في مدينة فورت واين. في مقاطعة ألين، إنديانا، الولايات المتحدة. وهو مملوكة لهيئة مطار مقاطعة فورت واين ألين.
صنفته الخطة الوطنية لأنظمة المطارات المتكاملة للفترة 2011-2015 على أنه منشأة خدمات تجارية رئيسية لأنه يخدم أكثر من 10000 ركاب سنوي للركاب. تشير سجلات إدارة الطيران الفيدرالية أن المطار خدم 359,800 رحلة في عام 2022، بزيادة 7.15٪ عن عام 2021. بناءً على أعداد الركاب، احتل مطار فورت واين الدولية المرتبة 147 من بين 539 مطارًا في الولايات المتحدة.
يمتلك المطار مركز شحن جوي مساحته 600,000 قدم مربع (56,000 م2 ) على الجانب الجنوبي الغربي كان لشركة Kitty Hawk Aircargo حتى قدمت طلبًا لإفلاس الفصل 11. يستخدم المركز العديد من شركات الطيران بما في ذلك Logistics Insight وفيديكس إكسبرس وSpinach Ball.

## شركات الطيران والوجهات

### المسافرون
| شركـات طيـران    | الوجهات |
| ---------------- | --- |
| أليجانت للطيران  | مطار اورلاندو سانفورد الدولي، Phoenix/Mesa، Punta Gorda (FL) ‏، St. Petersburg/Clearwater ‏ موسمي: مطار هاري ريد الدولي، Myrtle Beach ‏، Sarasota |
| إمريكان إيغل     | مطار شارلوت دوغلاس الدولي، مطار أوهير الدولي، مطار دالاس فورت ورث الدولي                                                                       |
| Delta Connection | مطار هارتسفيلد جاكسون، مطار منيابولس سانت بول الدولي                                                                                           |
| United Express   | مطار أوهير الدولي |

| خريطة الوجهات |
| --- |
| Fort Wayne مطار اورلاندو سانفورد الدولي St. Petersburg/Clearwater ‏ Punta Gorda ‏ مطار أوهير الدولي مطار دالاس فورت ورث الدولي Phoenix-Mesa Sarasota Myrtle Beach ‏ مطار شارلوت دوغلاس الدولي مطار هارتسفيلد جاكسون مطار منيابولس سانت بول الدولي مطار هاري ريد الدولي وجهات المطار · أحمر = المنتظمة · الأخضر = الموسمية |

### الشحن
| شركـات طيـران        | الوجهات                                 |
| -------------------- | --------------------------------------- |
| Amazon Air           | Fort Worth-Alliance ‏                    |
| فيديكس إكسبرس        | مطار ممفيس الدولي، Norfolk، South Bend ‏ |
| خطوط يو بي إس الجوية | Louisville، South Bend ‏                 |

## الإحصائيات
| الناقل            | الركاب          |
| ----------------- | --------------- |
| SkyWest           | 341,000(46.89%) |
| أليجانت للطيران   | 239,000(32.91%) |
| Piedmont Airlines | 98,410(13.55%)  |
| Endeavor Air      | 16,190(2.23%)   |
| بي إس أي أيرلاينس | 15,560(2.14%)   |
| آخرى              | 16,590(2.28%)   |

| الرتبة | المدينة                             | الركاب | الناقل             |
| ------ | ----------------------------------- | ------ | ------------------ |
| 1      | مطار أوهير الدولي                   | 72,120 | الأمريكية، المتحدة |
| 2      | مطار هارتسفيلد جاكسون               | 50,810 | دلتا               |
| 3      | مطار دالاس فورت ورث الدولي          | 42,980 | الأمريكية          |
| 4      | مطار شارلوت دوغلاس الدولي           | 41,840 | الأمريكية          |
| 5      | Punta Gorda, Florida ‏               | 28,930 | أليجانت            |
| 6      | St. Petersburg/Clearwater, Florida ‏ | 26,360 | أليجانت            |
| 7      | مطار اورلاندو سانفورد الدولي        | 19,510 | أليجانت            |
| 8      | مطار منيابولس سانت بول الدولي       | 18,560 | دلتا               |
| 9      | مطار هاري ريد الدولي                | 15,570 | أليجانت            |
| 10     | مطار فيلادلفيا الدولي               | 14,440 | الأمريكية          |

| السنة | المسافرون | السنة | المسافورن |
| ----- | --------- | ----- | --------- |
| 2000  | 351,623   | 2011  | 272,796   |
| 2001  | 295,469   | 2012  | 280,732   |
| 2002  | 288,996   | 2013  | 294,968   |
| 2003  | 294,127   | 2014  | 323,252   |
| 2004  | 329,135   | 2015  | 353,872   |
| 2005  | 307,682   | 2016  | 360,369   |
| 2006  | 268,122   | 2017  | 359,658   |
| 2007  | 289,210   | 2018  | 372,030   |
| 2008  | 282,449   | 2019  | 402,400   |
| 2009  | 259,315   | 2020  | 213,125   |
| 2010  | 273,056   | 2021  | 335,804   |
|       |           | 2022  | 359,800   |